# Huértalo
Huértalo (aragonesisch Huertolo) ist ein spanischer Ort im Pyrenäenvorland in der Provinz Huesca der Autonomen Gemeinschaft Aragonien. Huértalo ist ein Ortsteil der Gemeinde Canal de Berdún. Der Ort auf 744 Meter Höhe hat seit Jahren keine Einwohner mehr.

## Geschichte
Der Ort wird erstmals im Jahr 1025 im Cartulario de San Juan de la Peña erwähnt.

## Sehenswürdigkeiten
- Kirche Sant Esteban, eine romanische Kirche in verfallenem Zustand